# Anders Agensø
Anders Agensø (født 1961) er en dansk skuespiller.

## Filmografi
- Du er ikke alene (1978)